# 周慎
周 慎（しゅう しん、生没年不詳）は、後漢末期の武将・政治家。涼州武威（又は漢陽）の人。周毖（周珌）の父。『後漢書』の「霊帝紀」「董卓伝」や『三国志』の「孫堅伝」に記録がある。
『後漢書』「献帝紀」によると、時期は不明だが豫州刺史を務めていたことがあるという。
184年、涼州で羌族が漢人の辺章と韓遂を首領にかついで反乱を起こしたとき、当初は左車騎将軍の皇甫嵩と中郎将の董卓が追討の任にあたった。185年になっても反乱を鎮圧することができなかったことを理由に朝廷は皇甫嵩を罷免し、董卓を破虜将軍に任命したうえで、改めて車騎将軍として張温を派遣した。このとき、盪寇将軍の周慎は執金吾の袁滂と共に張温の討伐軍に随行した。
状況の変化に驚いた賊軍は総崩れとなり、董卓の追撃を受け散々に打ち破られ、城に逃げ延びた。周慎は張温の部下の孫堅と共に城攻めにあたった。孫堅は敵を兵糧攻めにすべきと進言したが、周慎はその進言を聞き入れなかったため、逆に兵糧を断たれてしまい敗北した。その後の周慎の動静は不明である。張温は長安に駐屯し、186年に在外のままで太尉に任命されたが、討伐の任を果たすことができなかった。